# Lusitanisme
Un lusitanisme est un mot, tour ou usage propre à la langue portugaise transposé dans une autre langue.
L'expansion internationale du Portugal a permis la diffusion de la langue et de la culture portugaise sur tous les continents, du Japon à l'Amérique et à l'Afrique Australe.
Le rayonnement international de la langue portugaise commence au Moyen Âge, pendant l'âge d'or provençal. À l'époque d'Alphonse X, la culture portugaise irradie sur toute l'Espagne et le Sud de la France. Et les influences sont mutuelles. Cependant la plupart des emprunts au portugais ont lieu pendant et après les Grandes Découvertes. À l'époque, le Portugal est une grande puissance internationale. Et le portugais fait office de lingua franca (langue de communication internationale) dans l'Atlantique et l'océan Indien.
Ces emprunts se sont prolongés jusqu'au XXIe siècle, grâce à l'émergence des pays lusophones sur la scène mondiale, notamment du Brésil.
Beaucoup de mots japonais d'origine portugaise sont entrés dans la langue japonaise quand les prêtres jésuites portugais ont présenté les idées chrétiennes, la science occidentale, la technologie et des produits aux Japonais au cours de la période Muromachi (XVe – XVIe siècles).
On estime que la langue française compte plus d'une centaine de mots provenant du portugais. Ils incluent les mots français d'origine portugaise (portugais du Portugal ou du Brésil) et les mots d'origine étrangère arrivés au français par le portugais du Portugal.
Le français et le portugais sont deux langues romanes. Cette proximité des deux langues a facilité l'insertion morphologique des termes portugais dans le lexique du français.

## Quelques mots français d'origine portugaise
| Français                      | Genre et nombre | Domaine                 | Portugais | Notes |  |
| ----------------------------- | --------------- | ----------------------- | --- | --- |  |
| Achards                       | n. m. pl.       | Culinaire               | Achar. | Emprunt au malais ăčār « confit dans du vinaigre et du sel » (qui remonte au persan āčār). Attesté en portugais depuis 1563, Garcia da Orta. |  |
| Alastrim                      | n. m.           | Médical                 | Alastrim. | Forme bénigne ou atténuée de variole, qui était observée dans de nombreux pays tropicaux. |  |
| Albacore                      | n. m.           | Piscicole               | Albacor. | Thon jaune. De l'arabe al-bakrah |  |
| Albatros                      | n. m.           | Faune aviaire           | Albatroz. | Oiseau de la famille des Diomédéidés |  |
| Albinos                       | n.              | Médical                 | Albino. | Maladie génétique héréditaire qui touche les mammifères. |  |
| Aniline                       | n. m.           | Chimie                  | Anilina. | Composé organique aromatique de formule chimique C6H5NH2 |  |
| Arec                          | n. m.           | Flore asiatique         | Areca. | Sorte de palmier indien qui ne donne pas de fruit. |  |
| Aréquier                      | n. m.           | Flore tropicale         | Arrecquero / Arrequeiro. | Palmier à bétel (Areca catechu), originaire de l'Inde et de Malaisie. |  |
| Argousin                      | n. m.           | Injure                  | Argouzim / Aguzzino (?). | Butor, lourdaud, homme stupide et grossier. |  |
| Autodafé                      | n. m.           | Cérémonial              | Auto-da-fé. | Sacrifice par le feu. |  |
| Balise                        | n. f.           | Voc. maritime           | Baliza. | Repère. Originaire de Lisbonne, où le balisage du port était particulièrement important. |  |
| Bambou                        | n. m.           | Flore tropicale         | Bambu. | Désigne des plantes monocotylédones appartenant à la famille des Poaceae. Intégré depuis le XVIe siècle |  |
| Banane                        | n. f.           | Flore tropicale         | Figuera Banana / Banana. | L'expression originelle signifiait figuier portant des bananes. |  |
| Banian                        | n. m.           | Flore asiatique         | Banean, banian. | Arbre du sous-continent indien. |  |
| Baroque                       | adj. et n. m.   | Arts                    | Barroco. | Style artistique des XVIIe et XVIIIe siècles. |  |
| Bayadère                      | n. f.           | Religions indiennes     | Bailadeira. | Synonyme de devadâsî, ou servante de la divinité. Femmes consacrées au temple dès leur plus jeune âge. |  |
| Bétel                         | n. m.           | Médical                 | Bétele. | Plante grimpante de la famille des pipéracées, dont les feuilles cordiformes ont des propriétés médicinales. |  |
| Bonze                         | n. m.           | Voc. religieux          | Bonzo. | Prêtre de la religion bouddhique. Emprunté au japonais bózu par l'intermédiaire d'une variante dialectique bonsō |  |
| Bossa nova                    | n. f.           | Arts                    | Bossa nova. | Danse. |  |
| Cachalot                      | n. m.           | Faune marine            | Cachalote, aussi cacholote. | Dérivé de cachola, « grosse tête ». Nom vernaculaire qui désigne toutes les espèces de cétacés à dents. |  |
| Cachou                        | n. m.           | Alimentation            | Cacho, ou cachu. | Sucs astringents de provenance diverse. |  |
| Calambac, Calambou, Calambour | n. m.           | Flore tropicale         | Calambaco (?), du malais kalambaq. | Résine naturelle produite par le bois malade de certains arbres du sous-étage forestier de forêts tropicales d'Asie du Sud-Est. |  |
| Caldeira                      | n. f.           | Géologie                | Caldeira. | Dépression d'origine volcanique de forme circulaire ou elliptique, issue de la vidange de la chambre magmatique sous-jacente. |  |
| Cangue                        | n. f.           | Supplice                | Canga. | Sorte de carcan portatif dont on fait usage en Asie et surtout en Chine. Supplice qui consiste ordinairement en deux pièces de bois très pesantes et échancrées au milieu, qu’on réunit après y avoir introduit le cou et les poignets du condamné. |  |
| Capoeira                      | n. f.           | Danse et arts martiaux  | Capoeira. | Danse et art martial afro-brésilien inventé par les esclaves noirs des Portugais à l'époque de la colonisation. |  |
| Carambole, Caramboler         | n. f.           | Flore                   | Carambola, dérivé du marâthî karambal. | Désignant le fruit du carambolier. Heurter. Signifie également toucher du même coup deux billes avec la sienne. |  |
| Caramel                       | n. m.           | Culinaire               | Caramelo. | Produit brun, solide ou liquide, qui s’obtient en faisant fondre du sucre par la chaleur. Friandise, bonbon. Couleur. |  |
| Caravelle                     | n. f.           | Voc. maritime           | Caravela. | Type d'embarcation. Navire rapide d'exploration conçu par les Portugais au XVe siècle. |  |
| Carbonado                     | n. m.           | Géologie                | Carbonato. | Formation naturelle du diamant en agrégat polycristallin d'éléments microscopique de 2 à 40 microns de taille, très poreux et dont la couleur varie du noir, vert au jaune. |  |
| Caste                         | n. f.           | Société indienne        | Casta. | Chacune des tribus ou classes qui partagent la société de certains pays comme l'ancienne Égypte ou l’Inde. |  |
| Cipaye                        | n. m.           | Militaire               | Du portugais Sipaio ; sipai, emprunt au persan sipāhī, signifiant « soldat » ; par l'intermédiaire de l'anglais sepoy. | Mercenaire hindou, au service de l’armée portugaise, puis anglaise. |  |
| Coati                         | n. m.           | Faune brésilienne       | Coati, du tupi-guarani, « nez allongé ». | Mammifère carnassier et omnivore de la famille des Procyonidés qui vit dans les forêts d'Amérique latine. |  |
| Cobaye                        | n. m.           | Faune et médical        | Cabuya (orthographe attestée dès 1775), du tupi-guarani sabuya transcrit d'abord sous la forme çabuya (1643). | Petit mammifère appelé aussi cochon d’Inde, rongeur d'origine sud-américaine. Puis, par analogie, sujet volontaire ou non d’expériences. |  |
| Cobra                         | n. m.           | Faune                   | Cobra. | Serpent |  |
| Coco                          | n. f.           | Flore tropicale         | Coco, de l’italien cocho, croquemitaine, puis coco en portugais, parce que le fruit ressemblait aux figurines utilisées pour faire peur aux enfants. | Fruit du cocotier plus souvent appelé noix de coco. |  |
| commando                      | n. m.           | Militaire               | Commando. | Corps de troupe d’une centaine d’hommes. |  |
| Copra                         | n. f.           | Culinaire               | Copra ou copla, du malayalam koppara. | Albumen séché de la noix de coco. |  |
| Cornac                        | n. f.           | Toponymie               | Cornaca (?). | Commune française, située dans le département du Lot. |  |
| couguar                       | n. m.           | Faune tropicale         | Cougar, Du tupi susuarana, « lion de montagne », déformé par les Portugais en cucuarana et devenu cougar au XVIIe siècle. | Autre nom du puma dans certaines régions d’Amérique. |  |
| Créole                        | n. et adj.      | Génotype humain         | Crioulo, qui signifiait : « serviteur nourri dans la maison », et désignait les serviteurs métis utilisés comme esclaves au Brésil. Dérivé du verbe criar signifiant « élever ». | Homme ou femme de race blanche, né dans les colonies intertropicales. |  |
| Cruzado                       | n. m.           | Monnaie                 | Cruzado. | Monnaie portugaise internationale ayant cours dans l'Orient portugais et au Brésil à l'époque moderne. |  |
| Cruzeiro                      | n. m.           | Astronomie et toponymie | Cruzeiro. | Constellation australe. Municipalité brésilienne de São Paulo. |  |
| Datura                        | n. m.           | Flore médicinale        | Datura | Genre de plantes de la famille des Solanées dont une espèce est narcotique et vénéneuse. |  |
| Écubier                       | n. m.           | Marine                  | Escouve, apparaît dans les Commentarios d'Albuquerque, en 1557. | Trou rond percé à l’avant d’un bâtiment pour y faire passer les câbles ou les chaînes. |  |
| Escudo                        | n. m.           | Monnaie                 | Escudo. | Ancienne monnaie portugaise ayant cours dans les pays de la sphère lusophone. |  |
| Fado                          | n. m.           | Musique                 | Fado, du latin fatum, « destin ». | Genre musical portugais caractérisé par des thèmes mélancoliques accompagné par des instruments à cordes simples. |  |
| Fétiche                       | n. m.           | Religion                | Feitiço, « artificiel », et par extension « sortilège », nom donné aux objets du culte des populations d’Afrique durant la colonisation de ce continent, lui-même dérivé du latin facticius, « factice ».                                                                                      | Objet de culte. |  |
| Féticheur                     | n. m.           | Religion                | Feiticeiro, « sorcier ». | Sorcier des religions animistes. |  |
| Fazenda                       | n. f.           | Foncier                 | Fazenda, « propriété foncière ». | Au Brésil, un grand bâtiment ou une grande propriété. |  |
| Gadjo                         | n. m.           | Argot                   | Gajo, « mec » (d'usage très courant au Portugal). Le passage du mot portugais en français s'est fait via les Rroms ibériques qui ont préalablement intégré ce mot dans la langue romani. | Terme employé par les gitans français pour désigner ceux qui ne sont pas gitans. |  |
| Griot                         | n. f.           | Anthropologie           | Criado, « domestique », « serviteur ». Le passage en français s'est fait dès le XVIIe siècle. | En Afrique, poète et musicien ambulant, considéré comme dépositaire de la tradition orale. |  |
| Igname                        | n. f.           | Botanique               | Inhame, venant du wolof nyami, « manger ». | Genre de plantes grimpantes, dont certaines ont une racine farineuse et alimentaire. |  |
| Ipéca, ou Ipécacuana          | n. f.           | Flore médicinale        | Ipecacuanha, du tupi. | Racine brunâtre d’une saveur âcre et nauséabonde, de la famille des rubiacées, de l’Amérique du Sud, et qu’on emploie en médecine. |  |
| Jaguar                        | n. m.           | Faune                   | Jaguar, du guarani yaguara, « qui peut tuer d’un saut », ou du tupi ya'guara, ou jaguara, « grand chat ». | Grand mammifère carnivore de la famille des félidés en voie de disparition mais que l’on peut rencontrer du Mexique au Brésil. |  |
| Jambose                       | n. f.           | Botanique               | Jambo, depuis 1563, Garcia da Orta, de l'hindoustani jambū, du malais djambou. | Fruit du jambosier. |  |
| Jangada                       | n. f.           | Maritime                | Jangada, emprunté au malayalam šangāḍam, xangādam, « radeau » | « La jangada est une sorte d’embarcation essentiellement propre à la côte de Pernambuco, et qui frappe presque toujours d’étonnement le voyageur. Elle se compose ordinairement de trois morceaux de bois de douze à quinze pieds de long sur huit à neuf pouces de large, à peine équarris, et liés par deux traverses. (Ferdinand Denis, « Brésil », dans L’Univers : histoire et description de tous les peuples, 1837.) » « [La] jangada a un mât en arc de cercle, avec une voile triangulaire, et une bôme beaucoup plus longue que le radeau, légèrement relevée sur l’arrière. (Alain Clouet, Voiliers de travail : 2500 bateaux à voiles et à rames à travers les siècles et les océans, 2008.) » |  |
| Jonque                        | n. f.           | Maritime                | Junco. | Emprunté au port. junco « grande embarcation à proue haute et recourbée, en usage en Chine, au Japon, et dans l'archipel malais », par l'intermédiaire de textes italiens, espagnols et néerlandais, (depuis 1510, junco, doc. da Torre do Tombo, ibid.), lui-même emprunté au malais djong. |  |
| Lascar                        | n. m.           | Argot                   | Lascarim. | Matelot hindou. Attesté en français en 1610 chez Pyrard de Laval, correspond probablement à un emprunt direct au portugais (cf. fr. lascarin, attesté de 1553 au XVIIe siècle, emprunté au portugais lascarim, pluriel lascarins, lui-même emprunté à un dérivé du persan läs̆kär). |  |
| Lilas                         | n. m. et adj.   | Botanique               | Lilás. | Arbrisseau de la famille des Oléacées qui fleurit un des premiers au printemps, et qui porte de petites fleurs d’un parfum très agréable, disposées en grappes. Le lilas était cultivé par les Arabes qui l'introduisirent dans la Péninsule ibérique au Xe siècle. Il se répandit dans le reste de l'Europe au XVIe siècle (vers 1550), entraînant la diffusion de son nom portugais — (Mure Véronique, Jardins de garrigue, 157 p., page 76, Edisud, 2007). Du portugais lilás, emprunté à l'arabe līlāk, lui-même issu du sanskrit nīlah par l'intermédiaire du persan līläǧ. |  |
| Longane                       | n. m.           | Botanique               | Langana. | Fruit, sorte de litchi. Du portugais longana, emprunté au chinois long-ien ou lumien, littéralement « œil (yen) de dragon (long) », d'où il est passé, au travers de récits de voyages et des textes du jésuite Matteo Ricci (mort en 1610) dans le latin, puis le latin des botanistes : euphoria longana et le portugais longana attesté dès 1688 sous la forme longans. |  |
| Macaque                       | n. m.           | Faune                   | Macaco. | Genre de singes originaires d'Asie. Du portugais macaco (1555), qui a lui-même emprunté le mot aux langues bantoues où il signifiait « bête sauvage », « quadrumane » et spécialement « cynocéphale ». Les Portugais ont également introduit le mot dans le Nouveau Monde au XVIe siècle. |  |
| Mandarin                      | n. m.           | Administratif           | Mandarim. | Haut fonctionnaire chinois, indochinois ou coréen. Emprunté au portugais mandarim, où le mot s'appliquait aux hauts fonctionnaires de Malaisie, de Chine et d'Annam (1514), lui-même emprunté, avec altération d'après le verbe portugais mandar « mander, commander, ordonner », au malais mantari « conseiller du roi, ministre », emprunté au sanscrit mantrin « conseiller d'État ». |  |
| Mangoustan                    | n. m.           | Flore                   | Mangostae. | Le mangoustan est un arbre fruitier. Emprunté au portugais mangostae « fruit du mangoustan » (XVIe siècle), du malais manggoestan. |  |
| Mangouste                     | n. f.           | Flore                   | Mangoustae. | Fruit du mangoustan. |  |
| Mangue                        | n. f.           | Flore                   | Manga. | Fruit tropical. Du portugais manga (XVIe siècle), emprunté au tamoulmān-gay ou mān-kay. |  |
| Maniguette ou Malaguette      | n. f.           | Flore                   | Malagueta. | Plante dont les graines sont utilisées comme épice au gout poivré. Du portugais malagueta (1470, malageta), du latin *milica. |  |
| Manuélin ou manuéline         | n.              | Arts et architecture    | Manuelino. | Style artistique et architectural typique de l'Âge d'Or portugais. Du portugais manuelino, du roi Manuel Ier, roi du Portugal (1469-1521), sous lequel cet art s'est développé. |  |
| Marabout                      | n. m.           | Religieux               | Maraboto ou Marabuto. | Nom de religieux très vénérés chez les musulmans et qui se trouvent en assez grand nombre dans l’Afrique septentrionale. En Afrique subsaharienne, un marabout désigne un sorcier ou un envoûteur, à qui l'on prête des pouvoirs de voyance et de guérison, et qui se propose de résoudre tout type de problèmes. Emprunté au portugais maraboto (1552), marabuto (1588), d'origine arabe murābiṭ (merābuṭ dans la prononciation vulgaire, à cause du ṭt emphatique, à l'origine « homme vivant dans un ribāṭ, sorte de couvent fortifié établi aux frontières de l'empire pour la défense de celui-ci contre les infidèles ». Plus tard, le caractère religieux du ribāṭ s'accentua, et murābiṭ' vint à désigner un homme pieux, un ermite, un saint, et par extension, s'appliqua au tombeau d'un marabout, puis à tout objet ou animal considéré comme sacré. |  |
| Pintade                       | n. f.           | Faune                   | Pintada. | Oiseau de l'ordre des galliformes et de la famille des Numididae (parfois placée dans celle des Phasianidae), originaire d'Afrique. Emprunté au portugais pintada, poule peinte |  |
| piranha                       | n. m.           | Faune                   | Piranha, du tupi piranha, variant de piraya. | Poisson carnivore d’eau douce de la famille des characidés, vivant dans les rivières d’Amérique du Sud. |  |
| Portugais, aise               | n. et adj.      | Gentilé, linguistique   | Du portugais Português. | Gentilé des habitants du Portugal. L'adjectif désigne ce qui est propre au Portugal ou aux Portugais. Désigne également la langue parlée dans les pays lusophones. |  |
| Prao                          | n. m.           | Maritime                | Du portugais parao, paro, lui-même emprunté au malais parahu, parāu, issu du dravidien padavu. | Nom commun, chez les Malais, à tous les bâtiments de commerce, de guerre ou de pêche. Peut désigner également un voilier multicoque particulier, dérivé des pirogues à balancier des îles de la Polynésie. |  |
| Procédence                    | n. f.           | Médecine                | Procedência. | (Désuet) déplacement vers l’avant |  |
| Rajah                         | n. m.           | Politique               | Du portugais Raia ou raja, emprunté à l'hindi rājā « roi », du sanskrit rājan- « roi », de même origine que le latin rex (roi). Voir aussi maharajah et rani. | Prince hindou. |  |
| Roupie                        | n. f.           | Fiduciaire              | Du portugais rupia, emprunté à l'hindoustani rūpι ̄ya, nom d'une monnaie de l'Inde, lui-même issu du sanskrit rūpya « argent ». | Monnaie utilisée dans la sphère de civilisation hindoue ou indienne, en Inde, au Pakistan, au Sri Lanka, au Népal, à l'île Maurice, en Indonésie et aux Maldives. |  |
| Sagou                         | n. m.           | Botanique               | Du portugais sagu, emprunté au malais sāgū, « moelle de divers arbres ». | Fécule amylacée qu’on retire de la moelle de diverses espèces de palmiers, en particulier du sagoutier. |  |
| sagouin, ine                  | n.              | Faune                   | Du portugais çagoym, puis saguim, emprunté par truchement au tupi saguim. | Genre de singe omnivore de petite taille, répandu dans l’Amérique du Sud, les tamarins. Peut désigner aussi un homme malpropre, peu soigneux, cochon (Figuré) (Familier). Par extension, homme au comportement méprisable, salaud, salopard (injurieux). |  |
| Sargasse                      | n. f.           | Flore marine            | Du portugais sargaço, « algue fucacée ressemblant à un arbuste », d'abord « plante cistacée des landes et des montagnes », probablement issu d'un latin vulgaire *salicaceus, dérivé du latin salix « saule », en raison de la ressemblance des feuilles de cette plante avec celles du saule. | Sorte d’algue des mers tropicales, dite aussi herbe flottante, raisin de mer. |  |